# Клестово (Пермский край)
Клестово — деревня в Пермском крае России. Входит в Александровский муниципальный округ.

## География
Деревня расположена на правом берегу реки Яйва, непосредственно к западу от посёлка городского типа Яйва (находится на противоположном берегу реки).

## История
С 2004 до 2019 гг. входила в Яйвинское городское поселение Александровского муниципального района.

## Население
| 2010 |
| ---- |
| 20   |

## Топографические карты
- Лист карты O-40-19. Масштаб: 1 : 100 000. Указать дату выпуска/состояния местности.